# Piezochaerus
Piezochaerus is een kevergeslacht uit de familie van de boktorren (Cerambycidae). De wetenschappelijke naam van het geslacht werd voor het eerst geldig gepubliceerd in 1932 door Melzer.

## Soorten
Piezochaerus omvat de volgende soorten:
- Piezochaerus bondari Melzer, 1932
- Piezochaerus marcelae Mermudes, 2008
- Piezochaerus melzeri Mermudes, 2008
- Piezochaerus monnei Mermudes, 2008